# Tetranychus ogmophallos
Tetranychus ogmophallos är en spindeldjursart som beskrevs av Ferreira och Flechtmann 1997. Tetranychus ogmophallos ingår i släktet Tetranychus och familjen Tetranychidae. Inga underarter finns listade i Catalogue of Life.